# Dertka, Izeaslav
Dertka (în ucraineană Дертка) este localitatea de reședință a comunei Dertka din raionul Izeaslav, regiunea Hmelnîțkîi, Ucraina.

## Demografie
Componența lingvistică a localității Dertka
     Ucraineană (100%)
Conform recensământului din 2001, toată populația localității Dertka era vorbitoare de ucraineană (100%).